# Better Nate Than Ever
Better Nate Than Ever is een Amerikaanse muzikale komedie uit 2022, geschreven en geregistreerd door Tim Federle, die ook het originele boek schreef waar de film op gebaseerd is. De film werd direct op Disney+ uitgebracht en is niet in de bioscoop verschenen.

## Verhaal
Nate Foster is helemaal weg van musicals en wil niets liever dan de hoofdrol spelen in een musical. Helaas voor hem zit het niet mee, in de schoolmusical mag hij een boom spelen. Zijn beste vriendin vertelt hem dat ze van Lilo & Stitch een Broadway-musical gaan maken en er open audities zijn. Nate ziet het wel zitten,maar heeft een probleem: hoe komen ze in New York? Daar heeft Libby al over nagedacht. Ze sluipen 's nachts naar buiten een pakken de bus naar New York. Als Nate thuis komt, hoort dat zijn ouders een paar dagen op reis gaan en zijn broer niet op hem wil passen, wordt het plan vergemakkelijkt. Hij gaat bij Libby logeren. Met z'n tweetjes ondernemen Nate en Libby de reis naar New York. Bij de auditie moeten ze zich aanmelden met hun ouders en dit is een probleem. Als zijn tante Heidi verschijnt, gaan hij en Libby met haar praten en verwacht hij naar huis te moeten. Als hij met een smoesje even bij zijn tante weggaat, is de assistent casting director niet aan het opletten en omdat er een nummertje is achtergebleven van een jongen die is weggelopen, weet Nate naar binnen te glippen bij de auditie. Met zijn humor en talent weet hij indruk te maken. Als hij terugkomt bij zijn tante, zet zij Nate en Libby op de bus terug naar huis. In de bus krijgt hij een telefoontje dat hij zich moet melden voor een callback. Nate besluit in New York te blijven, terwijl Libby teruggaat. Bij de callback krijgt Nate te horen dat hij auditie moet doen bij de regisseur in het theater de volgende dag. Nate gaat naar Broadway in de hoop een plek voor overnachting te vinden. Als zijn telefoon uitvalt en een oplader net te duur is, gaat hij naar buiten. Daar begint een band On Broadway te spelen en Nate besluit mee te doen. Hij krijgt zelfs een compliment van George Benson. Zonder dat Nate het weet, gaat zijn optreden viraal. Hij weet uiteindelijk zijn tante te vinden en mag daar overnachten. De volgende ochtend voor Nate alsnog op de bus wordt gezet, komt de broer van Nate samen met Libby bij zijn tante om Nate op te halen. Nate weet naar buiten te glippen voor de auditie. Als Nate auditie moet doen, zijn tante Heidi, zijn broer en Libby ook aanwezig. Nate doet auditie en gaat daarna met zijn broer en Libby naar huis. Een paar weken later moet Nate zich bij de rector melden. Daar blijkt dat hij de rol van Stitch heeft gekregen.

## Rolverdeling
| Acteur         | Personage   | Opmerking                                      |
| -------------- | ----------- | ---------------------------------------------- |
| Rueby Wood     | Nate        |                                                |
| Joshua Bassett | Anthony     | Broer van Nate                                 |
| Aria Brooks    | Libby       |                                                |
| Lisa Kudrow    | tante Heidi |                                                |
| George Benson  | zichzelf    | zanger die in 1977 een hit had met On Broadway |